# Golièr e Olbièr
Golièr (francès Goulier) és un antic municipi francès del departament de l'Arieja i la regió d'Occitània. El 1r de gener de 2019 va fusionar amb els municipis Vic de Sòs, Sem i Suc e Sentenac. La nova entitat es diu Val de Sòs, del qual és un municipi delegat. La nova entitat tenia 656 habitants el 2018.

## Llocs d'interés
- L'estació d'esquí de Goulier Neige.